# Carolina Gómez
Carolina Gómez Correa (Cali 26 février 1975) est une mannequin, actrice et animatrice de télévision colombienne.

## Cinéma
- Martinis al Atardecer (2004)
- Bluff  (2007)
- Saluda al Diablo de Mi Parte (2009)
- Federal (2009)
- 1989 (2009)
- The Chosen One (2010)
- El Paseo (2010)
- F.A.R.C. - L'INSTRUMENT DE LA VENGEANCE(2011)

## Télévision

### Téléfilms
- El auténtico Rodrigo Leal (2003-2004) - Carmen Morena
- La viuda de la mafia (2004) - Diana Martin De Montes
- Marido a Sueldo (2007) - Emilia Cabal
- Amas de Casa Desesperadas (2008) - Eugenia Del Koppel
- A Corazón Abierto (2010) - Dra. Alicia Duran
- La Teacher de Inglés (2011) - Pilar "La Biuti/La Teacher" Ortega

### Séries TV
- Killer Women  ([Mujeres Asesinas)(2007)
- Sin Retorno (2008)
- Killer Women  ([Mujeres Asesinas) (2008)
- Sin Retorno (2008)
- Tiempo final (2009)
- Decisiones (2010)
- Karabudjan (2010)